# Карантравский сельсовет
Карантравский сельсове́т — упразднённая в 2008 году административно-территориальная единица и сельское поселение (тип муниципального образования) в составе Белокатайского района. Почтовый индекс — 452571. Код ОКАТО — 80210810000. Объединён с сельским поселением Ургалинский сельсовет.

## Состав сельсовета
село Карантрав — административный центр, деревня Юлдашево. В 1989 году из сельсовета вышла деревня Кадырово. Указ Президиума ВС Башкирской АССР от 17.06.1989 N 6-2/212 «Об изменении границ Аташинского и Карантравского сельсоветов Белокатайского района» постановил: «Передать деревню Кадырово из Карантравского сельсовета в состав Атаршинского сельсовета Белокатайского района.»

## История
Закон Республики Башкортостан от 19.11.2008 N 49-з «Об изменениях в административно-территориальном устройстве Республики Башкортостан в связи с объединением отдельных сельсоветов и передачей населённых пунктов», ст.1 9) гласил:

 "Внести следующие изменения в административно-территориальное устройство Республики Башкортостан:

объединить Ургалинский и Карантравский сельсоветы с сохранением наименования «Ургалинский» с административным центром в селе Ургала.
Включить село Карантрав, деревню Юлдашево Карантравского сельсовета в
состав Ургалинского сельсовета.

Утвердить границы Ургалинского сельсовета согласно представленной схематической карте.

Исключить из учётных данных Карантравский сельсовет
На 2008 год граничил с Челябинской областью, муниципальными образованиями: Ургалинский сельсовет, Старобелокатайский сельсовет, Атаршинский сельсовет («Закон Республики Башкортостан от 17.12.2004 N 126-з (ред. от 19.11.2008) „О границах, статусе и административных центрах муниципальных образований в Республике Башкортостан“»).